# Список похороненных на Новодевичьем кладбище (И)
Новодевичье кладбище является одним из самых известных некрополей Москвы. Оно было образовано в 1898 году вдоль южной стены Новодевичьего монастыря, где имеется дворянский некрополь XIX века. В советское время это было второе по значимости кладбище после некрополя у Кремлёвской стены. Многие могилы Новодевичьего кладбища являются объектами культурного наследия. В данной статье представлен список значимых людей, похороненных на Новодевичье кладбище, фамилии которых начинаются на букву «И».

## Список
- Иванов, Анатолий Васильевич (1915—1963) — генерал-майор авиации, Герой Советского Союза (1944); 8 уч. 37 ряд
- Иванов, Анатолий Степанович (1928—1999) — писатель; автор памятника скульптор М. В. Переяславец; 10 уч. 3 ряд.
- Иванов, Андрей Алексеевич (1900—1970) — оперный певец (баритон); колумбарий, 133 секция.
- Иванов, Владимир Дмитриевич (генерал) (1900—1968) — генерал армии; 7 уч. пр.ст. 6 ряд
- Иванов, Всеволод Вячеславович (1895—1963) — писатель; 8 уч. 31 ряд в районе Центральной аллеи.
- Иванов, Вячеслав Всеволодович (1929—2017) — лингвист, переводчик, семиотик, антрополог, академик РАН; 8 уч. 31 ряд в районе Центральной аллеи.
- Иванов, Георгий Александрович (1907—1947) — лётчик-истребитель, генерал-лейтенант авиации (1945), Герой Советского Союза (1945); на памятнике год рождения указан как 1909; 4 уч. 60 предпоследний ряд
- Иванов, Иван Иванович (1899—1968) — генерал-лейтенант, Герой Советского Союза (1943); колумбарий, 129-8-3
- Иванов, Лев Николаевич (1903—1957) — историк, экономист, академик АН СССР (1943); 5 уч. 11 ряд.
- Иванов, Леонид Александрович (1871—1962) — ботаник, физиолог растений, член-корреспондент АН СССР (РАН, 1922); 4 уч. 39 ряд
- Иванов, Михаил Иванович (1910—1948) — лётчик-испытатель, полковник, Герой Советского Союза (1948); 4 уч. 59 ряд
- Иванов, Михаил Фёдорович (1871—1935) — зоотехник, академик ВАСХНИЛ (1935); 3 уч. 31 ряд
- Иванов, Семён Павлович (1907—1993) — генерал армии, Герой Советского Союза, профессор; 11 уч. 4 ряд
- Иванов-Вано, Иван Петрович (1900—1987) — режиссёр-мультипликатор, сценарист, художник, народный артист СССР, профессор ВГИКа; 4 уч. 3 ряд.
- Иванов-Шиц, Илларион Александрович (1865—1937) — архитектор; 4 уч. 28 ряд.
- Ивановский, Евгений Филиппович (1918—1991) — командующий Сухопутными войсками, генерал армии, Герой Советского Союза; 11 уч. 3 ряд
- Иванюков, Демид Васильевич (1907—1975) — директор Московского нефтеперерабатывающего завода, Герой Социалистического Труда; 4 уч. 42 ряд.
- Иващенко, Иван Тимофеевич (1905—1950) — лётчик-испытатель, подполковник, Герой Советского Союза (1948); 4 уч. 29 ряд
- Игнатов, Николай Фёдорович (1914—1967) — Первый секретарь Орловского обкома КПСС (1960—1965); 6 уч. 34 ряд.
- Игнатов, Степан Андреевич (1908—1966) — Первый секретарь Амурского обкома КПСС (1955—1957); 6 уч. 30 ряд.
- Игнатьев, Алексей Алексеевич (1877—1954) — генерал-лейтенант, писатель; сын графа А. П. Игнатьева; автор памятника А. Е. Елецкий; 3 уч. 63 ряд
- Игнатьев, Семён Денисович (1904—1983) — министр государственной безопасности СССР, Первый секретарь Башкирского и Татарского обкомов КПСС; 10 уч. 2 ряд.
- Иголкин, Пётр Иванович (1900—1970) — генерал-лейтенант; колумбарий.
- Игумнов, Константин Николаевич (1873—1948) — пианист, педагог, ректор Московской консерватории; 3 уч. 40 ряд.
- Иерусалимский, Николай Дмитриевич (1901—1967) — микробиолог, академик АН СССР (1966); 6 уч. 35 ряд.
- Изгарышев, Николай Алексеевич (1884—1956) — электрохимик, член-корреспондент АН СССР (1939); 4 уч. 54 ряд
- Измайлов, Николай Фёдорович  (1891—1971) — советский военно-морской деятель, один из руководителей Центробалта и первый комиссар Балтийского красного флота; колумбарий.
- Ильенков, Василий Павлович (1897—1967) — писатель; 8 уч. 26 ряд
- Ильенков, Эвальд Васильевич (1924—1979) — философ, доктор философских наук; 8 уч. 26 ряд в районе Центральной аллеи
- Ильинский, Игорь Владимирович (1901—1987) — актёр Малого театра, киноактёр, режиссёр, народный артист СССР; 10 уч. 4 ряд.
- Ильичёв, Александр Семёнович (1898—1952) — учёный в области горного дела, член-корреспондент АН СССР (1939), Заслуженный деятель науки и техники РСФСР (1943); 1 уч. 2 ряд
- Ильф, Илья Арнольдович (1897—1937) — писатель, фельетонист, журналист; 2 уч. 23 ряд.
- Ильюшин, Сергей Владимирович (1894—1977) — авиаконструктор, академик АН СССР, генерал-полковник, лауреат Ленинской и восьми Государственных премий СССР; автор памятника Д. И. Народицкий; 7 уч. лев.ст. 13 ряд
- Иноземцев, Николай Николаевич (1921—1982) — экономист, историк, академик АН СССР; 10 уч. 1 ряд.
- Иогансон, Борис Владимирович (1893—1973) — живописец, действительный член и Президент АХ СССР; 1 уч. 4 ряд.
- Иосилович, Исаак Борисович (1909—1972) — авиаконструктор, заместитель Генерального конструктора КБ А. Н. Туполева, Герой Социалистического Труда (1972), лауреат Государственной премии СССР (1972); 1 уч. 4 ряд
- Иофан, Борис Михайлович (1891—1976) — архитектор; колумбарий между 7 и 8 уч.
- Иоффе, Адольф Абрамович (1883—1927) — государственный деятель, дипломат, руководитель советской делегации на переговорах в Брест-Литовске; 1 уч. 45 ряд.
- Ипполитов, Василий Афанасьевич (1892—1957) — конькобежец, чемпион Европы (1913), Заслуженный мастер спорта СССР (1938); 5 уч. 6 ряд
- Ипполитов-Иванов, Михаил Михайлович (1859—1935) — композитор, дирижёр, педагог; автор памятника С. Д. Меркуров; 2 уч. 22 ряд.
- Исаев, Алексей Михайлович (1908—1971) — конструктор авиационных и ракетных двигателей, лауреат Ленинской и двух Государственных премий СССР, доктор технических наук; автор памятника Г. Н. Постников; 4 уч. 47 ряд.
- Исаков, Иван Степанович (1894—1967) — Адмирал Флота Советского Союза, Герой Советского Союза; автор памятника З. М. Виленский; 1 уч. 43 ряд в районе 4 ряда
- Исаковский, Михаил Васильевич (1900—1973) — поэт-песенник; автор памятника Б. В. Едунов; 7 уч. пр.ст. 21 последний ряд.
- Искандер, Фазиль Абдулович (1929—2016) — прозаик, поэт; 9 уч. 4 ряд.